# Natação no Campeonato Mundial de Esportes Aquáticos de 2019 - 4x100 m livre misto
A prova do revezamento 4x100 metros livre misto da natação no Campeonato Mundial de Esportes Aquáticos de 2019 ocorreu no dia 27 de julho, em Gwangju, na Coreia do Sul. 

## Recordes
Antes desta competição, os recordes mundiais e do campeonato nesta prova eram os seguintes:
| Tipo                  | Atleta         | Tempo   | Local     | Data                |
| --------------------- | -------------- | ------- | --------- | ------------------- |
|                       | Estados Unidos | 3:19.60 | Budapeste | 29 de julho de 2017 |
| Recorde do campeonato | Estados Unidos | 3:19.60 | Budapeste | 29 de julho de 2017 |

Os seguintes novos recordes foram estabelecidos durante esta competição. 
| Data        | Prova | Nacionalidade  | Tempo   | Recordes |
| ----------- | ----- | -------------- | ------- | -------- |
| 27 de julho | Final | Estados Unidos | 3:19.40 | ,        |

## Medalhistas
| Ouro | Prata | Bronze |
| Estados Unidos · Caeleb Dressel · Zach Apple · Mallory Comerford · Simone Manuel · Blake Pieroni* · Nathan Adrian* · Katie McLaughlin* · Abbey Weitzeil* | Austrália · Kyle Chalmers · Clyde Lewis · Emma McKeon · Bronte Campbell · Cameron McEvoy* · Alexander Graham* · Brianna Throssell* · Madison Wilson* | França · Clément Mignon · Mehdy Metella · Charlotte Bonnet · Marie Wattel · Maxime Grousset* · Béryl Gastaldello* |

*Participaram apenas das eliminatórias, mas também receberam medalhas.

## Cronograma
Todos os horários são locais (UTC+9). 
| Data        | Hora  | Evento        |
| ----------- | ----- | ------------- |
| 27 de julho | 10:53 | Eliminatórias |
| 27 de julho | 21:47 | Final         |

## Resultados

### Eliminatórias
Esses foram os resultados das eliminatórias. Foram realizadas no dia 27 de julho com início às 10:53. 
| Colocação | Bateria | Raia | Nacionalidade                   | Nadadores | Tempo   | Notas            |
| --------- | ------- | ---- | ------------------------------- | --- | ------- | ---------------- |
| 1         | 3       | 0    | Estados Unidos                  | Blake Pieroni (48.15) Nathan Adrian (47.67) Katie McLaughlin (53.96) Abbey Weitzeil (52.92)                             | 3:22.70 | Q                |
| 2         | 4       | 2    | Austrália                       | Cameron McEvoy (48.69) Alexander Graham (48.40) Brianna Throssell (53.46) Madison Wilson (53.22)                        | 3:23.77 | Q                |
| 3         | 3       | 1    | Canadá                          | Markus Thormeyer (48.98) Yuri Kisil (48.25) Kayla Sanchez (53.10) Maggie MacNeil (53.76)                                | 3:24.09 | Q                |
| 4         | 4       | 4    | França                          | Clément Mignon (48.33) Maxime Grousset (48.61) Charlotte Bonnet (53.39) Béryl Gastaldello (53.94)                       | 3:24.27 | Q                |
| 5         | 3       | 5    | Itália                          | Manuel Frigo (48.75) Alessandro Miressi (48.39) Ilaria Bianchi (54.80) Federica Pellegrini (53.12)                      | 3:25.06 | Q                |
| 6         | 4       | 5    | Rússia                          | Mikhail Vekovishchev (48.68) Ivan Girev (48.72) Daria Ustinova (53.87) Veronika Andrusenko (54.11)                      | 3:25.38 | Q                |
| 7         | 3       | 2    | Japão                           | Katsuhiro Matsumoto (48.78) Katsumi Nakamura (48.21) Tomomi Aoki (54.52) Aya Sato (53.90)                               | 3:25.41 | Q                |
| 8         | 3       | 4    | Países Baixos                   | Kyle Stolk (49.17) Jesse Puts (48.56) Kira Toussaint (54.99) Maud van der Meer (54.57)                                  | 3:27.29 | Q                |
| 9         | 4       | 3    | Alemanha                        | Josha Salchow (49.50) Christoph Fildebrandt (48.60) Isabel Marie Gose (55.16) Julia Mrozinski (54.11)                   | 3:27.37 |                  |
| 10        | 3       | 3    | Polónia                         | Jakub Kraska (49.24) Jan Hołub (49.37) Katarzyna Wilk (53.93) Aleksandra Polańska (55.09)                               | 3:27.63 | Recorde nacional |
| 11        | 2       | 1    | Suíça                           | Roman Mityukov (50.00) Antonio Djakovic (49.12) Maria Ugolkova (54.14) Noémi Girardet (55.88)                           | 3:29.14 | Recorde nacional |
| 12        | 4       | 8    | Singapura                       | Darren Chua Yi Shou (49.97) Jonathan Tan Eu Jin (49.65) Cherlyn Yeoh (55.13) Quah Jing Wen (55.51)                      | 3:30.26 |                  |
| 13        | 4       | 0    | Coreia do Sul                   | Yang Jae-hoon (49.60) Lee Kun-a (55.83) Jeong So-eun (55.32) Park Seon-kwan (50.45)                                     | 3:31.20 | Recorde nacional |
| 14        | 4       | 7    | Turquia                         | Yalım Acımış (50.60) Hüseyin Emre Sakçı (48.92) Selen Özbilen (56.05) Viktoriya Zeynep Güneş (55.81)                    | 3:31.38 |                  |
| 15        | 3       | 6    | China                           | Yu Hexin (50.53) Cao Jiwen (48.82) Wang Jingzhuo (55.26) Wu Qingfeng (57.11)                                            | 3:31.72 |                  |
| 16        | 3       | 8    | Hong Kong                       | Nicholas Lim (51.99) Ian Ho Yentou (49.53) Tam Hoi Lam (56.24) Camille Cheng (54.79)                                    | 3:32.55 | Recorde nacional |
| 17        | 3       | 7    | África do Sul                   | Christopher Reid (50.81) Ryan Coetzee (50.64) Emma Chelius (55.14) Tayla Lovemore (56.30)                               | 3:32.89 |                  |
| 18        | 1       | 6    | Luxemburgo                      | Julien Henx (51.30) Raphaël Stacchiotti (49.82) Julie Meynen (55.22) Monique Olivier (57.21)                            | 3:33.55 | Recorde nacional |
| 19        | 1       | 8    | Filipinas                       | Luke Gebbie (50.01) Nicole Oliva (56.64) James Deiparine (54.35) Remedy Rule (56.14)                                    | 3:37.14 | Recorde nacional |
| 20        | 4       | 1    | Letônia                         | Ģirts Feldbergs (51.91) Daniils Bobrovs (52.45) Kristina Steina (56.52) Ieva Maļuka (56.78)                             | 3:37.66 | Recorde nacional |
| 21        | 2       | 8    | Taipé Chinesa                   | Wang Yu-lian (50.71) An Ting-yao (50.72) Huang Mei-chien (57.58) Lin Pei-wun (1:02.09)                                  | 3:41.10 |                  |
| 22        | 1       | 5    | Armênia                         | Artur Barseghyan (51.32) Vahan Mkhitaryan (52.66) Ani Poghosyan (59.04) Varsenik Manucharyan (1:01.05)                  | 3:44.07 |                  |
| 23        | 3       | 9    | Senegal                         | Steven Aimable (51.72) Abdoul Niane (51.55) Sophia Diagne (1:01.38) Jeanne Boutbien (59.56)                             | 3:44.21 |                  |
| 24        | 2       | 9    | Ilhas Caimã                     | Brett Fraser (50.18) Jordan Crooks (51.90) Raya Embury-Brown (1:02.72) Lauren Hew (59.74)                               | 3:44.54 |                  |
| 25        | 4       | 9    | Quênia                          | Issa Mohamed (53.44) Maria Brunlehner (58.88) Emily Muteti (1:00.64) Danilo Rosafio (53.69)                             | 3:46.65 |                  |
| 26        | 1       | 4    | Seicheles                       | Felicity Passon (57.06) Simon Bachmann (54.17) Aaliyah Palestrini (1:01.75) Samuele Rossi (55.00)                       | 3:47.98 |                  |
| 27        | 1       | 7    | Jordânia                        | Khader Baqlah (49.09) Amro Al-Wir (55.31) Leedia Alsafadi (1:03.54) Talita Baqlah (1:00.41)                             | 3:48.35 |                  |
| 28        | 1       | 2    | Mongólia                        | Delgerkhuu Myagmar (53.68) Zandanbal Gunsennorov (55.10) Enkhzul Khuyagbaatar (1:03.61) Enkhkhuslen Batbayar (58.60)    | 3:50.99 |                  |
| 29        | 2       | 4    | Angola                          | Catarina Sousa (59.11) Daniel Francisco (53.78) Lia Ana Lima (1:03.51) Salvador Gordo (54.69)                           | 3:51.09 |                  |
| 30        | 2       | 3    | Papua-Nova Guiné                | Samuel Seghers (52.84) Georgia-Leigh Vele (1:02.29) Judith Meauri (1:03.66) Ryan Maskelyne (54.67)                      | 3:53.46 |                  |
| 31        | 2       | 5    | Uganda                          | Atuhaire Ambala (54.99) Ssubi Katumba (1:04.19) Tendo Mukalazi (56.55) Avice Meya (1:04.36)                             | 4:00.09 |                  |
| 32        | 2       | 2    | Madagáscar                      | Tiana Rabarijaona (1:00.85) Heriniavo Rasolonjatovo (55.56) Jonathan Raharvel (1:00.17) Idealy Tendrinavalona (1:05.88) | 4:02.46 |                  |
| 33        | 1       | 3    | Estados Federados da Micronésia | Tasi Limtiaco (54.53) Margie Winter (1:07.33) Taeyanna Adams (1:09.81) Kaleo Kihleng (56.30)                            | 4:07.97 |                  |
| 34        | 2       | 0    | Tonga                           | Finau Ohuafi (56.67) Noelani Day (1:06.50) Charissa Panuve (1:08.37) Amini Fonua (56.65)                                | 4:08.19 |                  |
| 35        | 2       | 7    | Maldivas                        | Ali Imaan (1:01.84) Aishath Sausan (1:11.87) Sajina Aishath (1:13.12) Mubal Azzam Ibrahim (59.08)                       | 4:25.91 |                  |
| 36        | 4       | 6    | Israel                          | Tomer Frankel (50.11) Meiron Cheruti Anastasia Gorbenko Andrea Murez                                                    | DSQ     | DSQ              |
| 36        | 1       | 1    | Nigéria                         | Ifeakachuku Nmor Chinelo Iyadi Abiola Ogunbanwo Yellow Yeiyah                                                           | DNS     | DNS              |
| 36        | 2       | 6    | Panamá                          | | DNS     | DNS              |

### Final
A final foi realizada em 27 de julho às 21:47. 
| Colocação         | Raia | Nacionalidade  | Nadadores                                                                                          | Tempo   | Notas              |
| ----------------- | ---- | -------------- | -------------------------------------------------------------------------------------------------- | ------- | ------------------ |
| Medalha de ouro   | 4    | Estados Unidos | Caeleb Dressel (47.34) Zach Apple (47.34) Mallory Comerford (52.72) Simone Manuel (52.00)          | 3:19.40 | Recorde mundial    |
| Medalha de prata  | 5    | Austrália      | Kyle Chalmers (47.37) Clyde Lewis (48.18) Emma McKeon (52.06) Bronte Campbell (52.36)              | 3:19.97 | Recorde da Oceania |
| Medalha de bronze | 6    | França         | Clément Mignon (48.44) Mehdy Metella (47.78) Charlotte Bonnet (52.87) Marie Wattel (53.02)         | 3:22.11 |                    |
| 4                 | 3    | Canadá         | Markus Thormeyer (48.84) Yuri Kisil (48.58) Taylor Ruck (53.12) Penny Oleksiak (52.00)             | 3:22.54 | Recorde nacional   |
| 5                 | 7    | Rússia         | Vladislav Grinev (48.42) Vladimir Morozov (47.31) Maria Kameneva (52.95) Daria Ustinova (54.04)    | 3:22.72 | Recorde nacional   |
| 6                 | 8    | Países Baixos  | Kyle Stolk (48.97) Jesse Puts (47.84) Femke Heemskerk (52.81) Ranomi Kromowidjojo (53.86)          | 3:23.48 |                    |
| 7                 | 1    | Japão          | Katsumi Nakamura (48.49) Katsuhiro Matsumoto (47.99) Rika Omoto (54.36) Aya Sato (53.83)           | 3:24.67 | Recorde asiático   |
| 8                 | 2    | Itália         | Manuel Frigo (48.80) Alessandro Miressi (48.27) Ilaria Bianchi (54.81) Federica Pellegrini (53.70) | 3:25.58 |                    |

Legenda
| Recorde mundial       | Recorde mundial (World record)               |                       | Recorde africano                      | Recorde africano (African) |                                           | Q | Classificado por posição (Qualified) |
| Recorde do campeonato | Recorde do campeonato (Championship record)  | Recorde da América    | Recorde da América (Americas)         | q                          | Classificado por melhor tempo (Qualified) |   |                                      |
| Melhor marca do ano   | Melhor marca do ano (World leading)          | Recorde asiático      | Recorde asiático (Asian)              | DNS                        | Não largou (Did not start)                |   |                                      |
| Recorde nacional      | Recorde nacional (National record)           | Recorde europeu       | Recorde europeu (European)            | DNF                        | Não terminou (Did not finish)             |   |                                      |
| Recorde pessoal       | Recorde pessoal do atleta (Personal best)    | Recorde da Oceania    | Recorde da Oceania (Oceania)          | DSQ / DQ                   | Desclassificado (Disqualified)            |   |                                      |
| Recorde da temporada  | Recorde da temporada do atleta (Season best) | Recorde sul-americano | Recorde sul-americano (South America) | NM                         | Sem marca (No mark)                       |   |                                      |